# Fung
O sobrenome chinês Feng/Fung (em chinês tradicional: 馮, em chinês simplificado: 冯; em pinyin Féng) descende do Imperador Wen da dinastia Zhou (周文王) reconhecido por seus grandes aportes ao I Ching/Yi Jing (em chinês 易經 - O Livro das mudanças). O rei Wen viveu entre 1099–1050 antes de Cristo e seu sobrenome era Ji (姬). A seu décimo quinto filho Bi Gong Gao o conheceu como Feng (馮/冯) e os descendentes deste usaram Feng como o sobrenome da família. A  Zhou foi a dinastia mais longa de toda a história chinesa (1122 a.C. - 256 a.C.) e governou a China antes do período dos Estados Guerreiros.
O sobrenome se originou na província Shanxi (em chinês: 山西).
No sistema alfabético chinês Pinyin se escreve Feng, mas no Ocidente é mais comum vê-lo escrito como Fung (transcrição da fonética cantonesa que se originou em Hong Kong).
É o 27º sobrenome mais comum da China.[carece de fontes?]